# Ultrabithorax
Ultrabithorax o UBX è un gene appartenente alla famiglia dei geni homeobox. Le proteine trascritte dagli homeobox svolgono il ruolo di fattori di trascrizione. In Drosophila melanogaster UBX si esprime nel terzo segmento toracico (T3) e nel primo segmento addominale (A1), dove reprime la formazione di ali. Il gene UBX, durante lo sviluppo embrionale degli insetti, regola il numero delle ali e delle zampe che saranno presenti nell'adulto. UBX si attiva in segmenti a basse concentrazioni della proteina Hunchback. Le concentrazioni di Hunchback risultano elevate nelle regioni anteriore e posteriore dell'embrione, quindi UBX si esprime solo nei segmenti intermedi.
Il gene UBX contiene, a partire dall'estremità 5': un esone, due micro-esoni, un elemento B opzionale, e un esone C terminale. La lunghezza del DNA genomico di UBX è di 76 kb e la lunghezza del suo cDNA clone è di 3,2-4,6 kb. l'esone in 5' contiene l'unità 5'UTR che ha dimensioni pari a 964 basi. L'esone C terminale contiene l'unità 3'UTR che ha dimensioni pari a 1580-2212 basi.
Il ruolo nello sviluppo di UBX è determinato dallo splicing che avviene durante lo sviluppo. In Drosophila melanogaster sono state identificate almeno sei diverse isoforme di UBX derivanti da splicing alternativo .
Le mutazioni del gene UBX portano alla trasformazione delle appendici dorsali e ventrali del terzo segmento toracico (T3), nelle controparti sul secondo segmento toracico (T2), in particolare la mutazione bithorax produce una seconda serie di ali.